# 八百板卓丸
八百板卓丸（日语：／ Yaoita Takumaru，1997年1月17日—）是一名日本職業棒球選手，擔任外野手，右投左打，福島縣福島市出身。

## 經歷
福島市立鎌田小學校1年級時，八百板開始打棒球，升讀福島市立福島第三中學校後，在當地球隊擔任投手和內野手，中三時晉身全國大會。後來，他升讀聖光學院高等學校，並且在高二時擔任後備球員。高三時，參加全國高等學校棒球錦標賽全國大會，四場賽事中以第一棒左外野手身份，錄得15打數8安打、打擊率.533，其中在八強戰對日本文理高等學校的賽事中雖然落敗，但是他在對飯塚悟史時打出三支安打。2014年10月23日，八百板在日本職業棒球選秀會議中獲東北樂天金鷲育成第一指名，預付200萬日元，年薪240萬日元為條件加入球隊。

### 樂天
2015年5月13日，八百板在東部聯賽對大塚豐打出職業生涯首支安打，該年其在二軍的打率為.230，上壘率則是.400。2016年，他作為二軍出賽70次，取得打率.262、出壘率.355和整體攻擊指數.712的成績。在2016亞洲冬季棒球聯盟，他取代因治疗智齒而退出的歐可耶瑠偉，作為東部聯賽選拔成員出賽，取得31打數12安打的成績。2017年7月31日，他成為正式選手，背號由122改為95，在二軍出賽105次，以打率.281取得聯賽第2位。該季結束後，其背號再改為「57」號。

## 軼聞
八百板在高中時50米跑紀錄為6秒0。他的名字卓丸的「卓」字取自前讀賣巨人投手江川卓，“丸”則是指棒球。

## 個人情報

### 年度別打擊成績
|           |           |    |    |    |   |   |   |   |   |    |   |   |   |   |   |   |   |   |    |   |      |      |      | OPS  |
| --------- | --------- | -- | -- | -- | - | - | - | - | - | -- | - | - | - | - | - | - | - | - | -- | - | ---- | ---- | ---- | ---- |
| 2018      | 樂天      | 27 | 45 | 38 | 6 | 7 | 1 | 0 | 0 | 8  | 0 | 1 | 1 | 2 | 0 | 4 | 0 | 1 | 12 | 1 | .184 | .279 | .211 | .490 |
| 2021      | 巨人      | 16 | 12 | 12 | 2 | 2 | 0 | 0 | 0 | 2  | 1 | 0 | 0 | 0 | 0 | 0 | 0 | 0 | 4  | 1 | .167 | .167 | .167 | .333 |
| 通算：2年 | 通算：2年 | 43 | 57 | 50 | 8 | 9 | 1 | 0 | 0 | 10 | 1 | 1 | 1 | 2 | 0 | 4 | 0 | 1 | 16 | 2 | .180 | .255 | .200 | .455 |

- 2021年度球季結束時

### 年度別守備成績
| 年 度 | 球 團 | 外野  | 外野 | 外野 | 外野 | 外野 | 外野   |
| 年 度 | 球 團 | 試 合 | 刺殺 | 補殺 | 失策 | 併殺 | 守備率 |
| ----- | ----- | ----- | ---- | ---- | ---- | ---- | ------ |
| 2018  | 樂天  | 25    | 22   | 1    | 2    | 0    | .920   |
| 2021  | 巨人  | 7     | 4    | 0    | 0    | 0    | 1.000  |
| 通算  | 通算  | 32    | 26   | 1    | 2    | 0    | .931   |

- 2021年度球季結束時

## 數據

### 紀錄
- 首次出賽：2018年4月15日，對埼玉西武獅的第3戰（樂天生命Park宮城），在8局下作為茂木榮五郎的代跑出賽
- 首次先發出賽：2018年4月18日，對福岡軟銀鷹的第5戰（福岡雅虎臣蛋），以第9棒左外野手身份先發登場
- 首次打席：同上，第2局上對瑞克·范登赫克時揮空被三振
- 首次安打：2018年4月29日，對埼玉西武獅的第5戰（西武巨蛋），第3回上對多和田真三郎時打出中前安打
- 首次盜壘：同上，第3局上盜二壘（投手：多和田、捕手：森友哉）

### 背號
- 122 （2015年－2017年7月30日）
- 95 （2017年7月31日－2017年12月5日）
- 57 （2018年－2019年）
- 009 （2020年－2021年）
- 51 （2021年－2022年）